# Lodowiec Polaków (Svalbard)
Lodowiec Polaków (norw. Polakkbreen) – lodowiec na południowym Spitsbergenie, w południowej części Gór Piłsudskiego. Nazwę nadała polska ekspedycja naukowa w 1934. W 1936 kolejna ekspedycja naukowa biwakowała tam w czasie przemarszu z południa na północ Spitsbergenu Zachodniego.